# Marisa Pérez Domínguez
Marisa Margarita Pérez Domínguez (n. 17 de octubre de 1959, Mérida, Yucatán) es una académica e historiadora mexicana. Profesora e investigadora del Instituto Mora desde 2003 y es miembro del Sistema Nacional de Investigadores. Es autora de diversas publicaciones especializadas en la historia de Yucatán. Ganó la medalla Alfonso Caso al Mérito Universitario en 2004 otorgada por la UNAM.

## Formación académica
Obtuvo la licenciatura en Historia por la Universidad Iberoamericana en 1986 con la tesis (Los servicios médicos en las haciendas porfirianas a finales del siglo XIX. El caso de San Bartolomé de los Tepetates), posteriormente la maestría en 1999 con la tesis (La rueca científica), la selección del candidato a gobernador del estado de Yucatán en 1901, y el doctorado en 2004 con la tesis (Las razones de la alternancia. El relevo de los gobernadores de Yucatán, 1876-1901), ambos por la UNAM.

## Actividades profesionales
Ha sido coordinadora de proyectos sobre la historia y las haciendas de Yucatán, apoyadas por el Fomento Cultural Banamex. Ha participado en diversas investigaciones en torno a las haciendas de México cuyos frutos han sido varios textos editados por su alma mater, la Universidad Iberoamericana. Ha realizado investigaciones en torno a los procesos políticos y económicos de Yucatán durante los siglos XIX y XX, el exilo de la Revolución mexicana en la isla de Cuba y el traslado de los trabajadores a las haciendas de Yucatán durante el auge henequenero.
Ha desempeñado diversos cargos administrativos en el Instituto de Investigaciones Dr. José María Luis Mora y para la Facultad de Filosofía Letras de la Universidad Nacional Autónoma de México.
Ha expuesto más de 26 ponencias en foros nacionales y extranjeros, ante instituciones como la Université de la Sorbonne, Francia, la Universidad de Oriente en Santiago de Cuba, la Universidad Interamericana en San Juan de Puerto Rico, los Colegios de San Luis y de Michoacán, las universidades, Nacional Autónoma de México, Michoacana de San Nicolás de Hidalgo e Iberoamericana.
Trabaja para el Instituto de Investigaciones Dr. José María Luis Mora desde septiembre de 2003 como Profesora e investigadora adscrita al Área de Historia Política y es Miembro del Sistema Nacional de Investigadores.

## Obra
- Las razones de la “alternancia”. El relevo de los gobernadores de Yucatán, 1876-1901.
- Historia de una elección. La candidatura de Olegario Molina en 1901.
- El cultivo de las elites. Grupos económicos y políticos en Yucatán en los siglos XIX y XX.
- ¿Y antes de Alvarado? (los primeros enviados del constitucionalismo, la rebelión argumedista y el éxodo de yucatecos a La Habana)
- Los Mensajeros de Job. Otra cara de la revolución en Yucatán

## Capítulos de obras
- “Elecciones, política y alternancia en Yucatán, 1876-1910”, en Historia General de Yucatán.
- “Rafael Chousal y Rivera Melo, secretario particular de Porfirio Díaz”, en El oficio de una vida. Raymond Buve, un historiador mexicanista.
- “Federico Gamboa: un intelectual en tiempos revolucionarios”, en Los Intelectuales y la Revolución, en Leonardo Martínez Carrizales.
- “Manuel Sierra Méndez, agente político del porfiriato en Yucatán”, en Voces del viejo régimen. Representaciones, sociedad y gobierno en el México contemporáneo.
- “El exilio de Martín Tritschler y Córdova, arzobispo de Yucatán en La Habana, Cuba”, en México y Cuba: del Porfiriato a la Revolución. Diplomáticos, diplomacia e historia política (1900.1920).
- “El exilio de Federico Gamboa en La Habana, Cuba”, en Exilios en México, Siglo XX.
- “El debate electoral yucateco en la prensa de la ciudad de México a finales del siglo XIX”, en Plumas y Tintas de la prensa mexicana.
- “Mecanismos y traslado de trabajadores a Yucatán durante el auge henequenero”, en El Caribe. Entre México y Estados Unidos.
- “Cabildeo y selección de un gobernador porfirista: el caso de Olegario Molina en Yucatán en los albores del siglo XX”, en Visiones del porfiriato.
- “Los servicios médicos en las haciendas: un ejemplo en San Bartolomé de los Tepetates”, en Paternalismo y economía moral en las haciendas mexicanas del porfiriato.